# Marshall Law
Marshall Law  is een personage uit de computerspelserie Tekken. Hij is een hommage aan martial artist Bruce Lee en heeft veel kenmerken met hem gemeen. Hij heeft een zoon genaamd Forest Law, die eveneens is gebaseerd op Bruce Lee, en zijn naam is een voor de hand liggende woordspeling op het Engelse woord martial law (krijgswet). Het personage verschijnt ook in het spel Urban Reign, samen met zijn vriend Paul Phoenix.
Algemeen wordt erkend dat hij een beoefenaar is van jeet kune do, de martialartsfilosofie ontwikkeld door de legendarische martial artist Bruce Lee. Het personage maakt echter ook gebruik van andere stijlen.